# Landesarchiv Baden-Württemberg
Das Landesarchiv Baden-Württemberg (LABW) ist das Staatsarchiv des Landes Baden-Württemberg. Es verwahrt die historische Überlieferung des heutigen Baden-Württembergs und die Überlieferung seiner Vorgängerterritorien seit dem Mittelalter.
Das Landesarchiv besteht aus acht verschiedenen Abteilungen, die quer über das Land verteilt sind.

## Profil
Das Landesarchiv sichert die archivalische Überlieferung Baden-Württembergs. Es verwahrt Unterlagen des Landes von besonderen und bleibendem Wert und stellt diese zur Einsicht bereit.
Hauptaufgabe ist die Verwahrung der historische Überlieferung des Landes Baden-Württemberg und die Überlieferung seiner Vorgängerterritorien seit dem Mittelalter. Diese reichten zum Teil über das Gebiet des heutigen Baden-Württemberg hinaus. Da dem Herzog von Württemberg beispielsweise seit dem Mittelalter die Grafschaft Mömpelgard in Burgund gehörte, finden sich die Verwaltungsunterlagen dieser Grafschaft heute in Baden-Württemberg. Das Gleiche gilt für ehemalige Besitzungen der Markgrafen von Baden im heutigen Rheinland-Pfalz und im Elsass.

## Geschichte
Zum 1. Januar 2005 trat die mit dem Verwaltungsstruktur-Reformgesetz beschlossene Zusammenlegung der Landesarchivdirektion Baden-Württemberg und der ihr bis dahin nachgeordneten sechs Staatsarchive in Kraft. Die verschiedenen Dienststellen befinden sich an den Standorten Stuttgart, Ludwigsburg, Karlsruhe, Freiburg, Sigmaringen, Wertheim, Neuenstein und Kornwestheim.
Die sechs Archivabteilungen sind für die Übernahme, Bearbeitung und Bereitstellung des Archivguts zuständig. Die beiden weiteren Abteilungen sind als Serviceabteilungen für verschiedene landesübergreifende Dienstleistungen im Bereich des staatlichen Archivwesens zuständig.
2012 wurde das landeskundliche Informationssystem für Baden-Württemberg (LEO-BW) bereitgestellt.

## Abteilungen
| Nr. | Name                                                                                               | Sitz                                  |
| --- | -------------------------------------------------------------------------------------------------- | ------------------------------------- |
| 1   | Zentrale Dienste mit Außenstelle Institut für Erhaltung von Archiv- und Bibliotheksgut Ludwigsburg | Stuttgart, Ludwigsburg (Außenstelle)  |
| 2   | Archivischer Grundsatz mit Außenstelle Grundbuchzentralarchiv Kornwestheim                         | Stuttgart, Kornwestheim (Außenstelle) |
| 3   | Staatsarchiv Freiburg                                                                              | Freiburg im Breisgau                  |
| 4   | Generallandesarchiv Karlsruhe mit Dokumentationsstelle Rechtsextremismus                           | Karlsruhe                             |
| 5   | Staatsarchiv Ludwigsburg mit Außenstelle Hohenlohe-Zentralarchiv Neuenstein                        | Ludwigsburg, Neuenstein (Außenstelle) |
| 6   | Staatsarchiv Sigmaringen                                                                           | Sigmaringen                           |
| 7   | Hauptstaatsarchiv Stuttgart                                                                        | Stuttgart                             |
| 8   | Staatsarchiv Wertheim                                                                              | Wertheim                              |

## Präsidenten
An der Spitze des Landesarchivs Baden-Württemberg steht der Präsident. Er ist am Hauptsitz Stuttgart niedergelassen.
| Nr. | Name                            | Beginn der Amtszeit | Ende der Amtszeit |
| --- | ------------------------------- | ------------------- | ----------------- |
| 1   | Wilfried Schöntag               | 1. Januar 2005      | 31. August 2005   |
| 2   | Nicole Bickhoff (kommissarisch) | 1. September 2005   | 31. Januar 2006   |
| 3   | Robert Kretzschmar              | 1. Februar 2006     | 31. Januar 2018   |
| 4   | Gerald Maier                    | 1. Februar 2018     | im Amt            |